# Karl Robert Saluri
Karl Robert Saluri (ur. 6 sierpnia 1993 w Kuimetsa) – estoński lekkoatleta specjalizujący się w wielobojach.

## Osiągnięcia
| Rok  | Impreza                                               | Miejsce        | Konkurencja   | Pozycja     | Wynik     |
| ---- | ----------------------------------------------------- | -------------- | ------------- | ----------- | --------- |
| 2011 | Mistrzostwa Europy juniorów                           | Tallinn        | dziesięciobój | 8. miejsce  | 7453 pkt. |
| 2012 | Mistrzostwa świata juniorów                           | Barcelona      | dziesięciobój | 5. miejsce  | 7583 pkt. |
| 2013 | Młodzieżowe mistrzostwa Europy                        | Tampere        | dziesięciobój | –           | DNF       |
| 2016 | Igrzyska olimpijskie                                  | Rio de Janeiro | dziesięciobój | 23. miejsce | 7223 pkt. |
| 2017 | Superliga drużynowych mistrzostw Europy w wielobojach | Tallinn        | dziesięciobój | 3. miejsce  | 7837 pkt. |
| 2017 | Mistrzostwa świata                                    | Londyn         | dziesięciobój | 13. miejsce | 8025 pkt. |
| 2018 | Mistrzostwa Europy                                    | Berlin         | dziesięciobój | –           | DNF       |
| 2019 | Halowe mistrzostwa Europy                             | Glasgow        | siedmiobój    | –           | DNF       |

Medalista mistrzostw NCAA oraz reprezentant Estonii w meczach międzypaństwowych.

## Rekordy życiowe
- dziesięciobój – 8137 pkt. (7 czerwca 2018, Eugene)
- siedmiobój (hala) – 6051 pkt. (11 marca 2017, College Station).